# 이지사선우

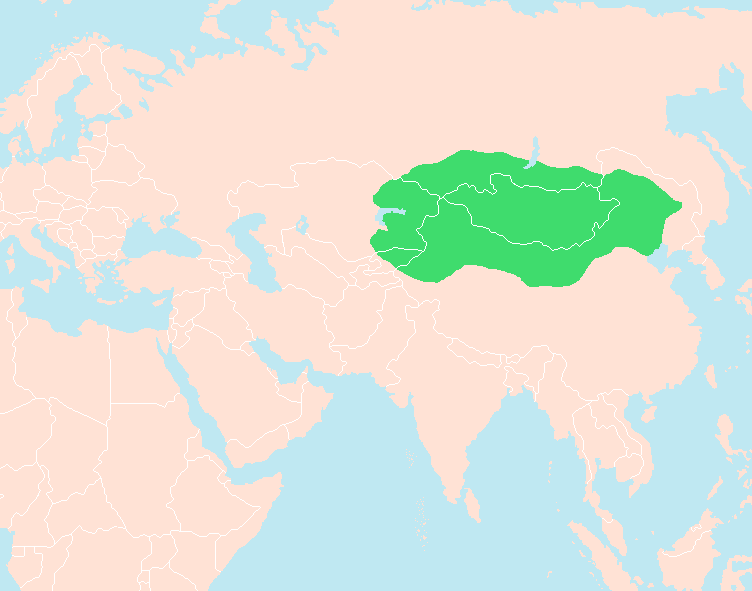

이지사선우(伊稚斜 혹은 伊穉斜 單于, ? ~ 기원전 114년 재위: 기원전 126년 ~ 기원전 114년)는 흉노의 선우이다. 묵돌 선우의 손자이자 군신 선우의 동생이다.

## 생애
이지사 선우는 군신 선우(軍臣單于)의 동생으로 좌록리왕을 지내다가, 기원전 126년 어린 조카인 어단(於單) 태자를 폐위하고 즉위하였다. 한나라 무제(武帝) 때 흉노에 대한 대대적인 공격이 개시되자, 이지사 선우는 흉노 제국의 번왕인 혼야왕(昆邪王)과 휴저왕(休屠王)에게 나아가 싸우게 했다. 혼야왕·휴저왕이 계속하여 한나라에 패배하자, 이지사 선우는 그들을 송환하여 참형으로 다스리려 하였다. 이에 혼야왕은 휴저왕을 설득하여 한나라에 투항하려 하였다. 하지만 휴저왕이 투항을 망설였고 한나라가 공격해 오자 혼야왕은 휴저왕을 죽이고 그 가족과 군대를 데리고 곽거병에게 투항하였다. 곽거병은 크게 싸우지 않고 대승을 거두고 흉노를 정벌하고 장안으로 돌아왔다. 이지사 선우는 전쟁 과정에서 휘하 세력인 혼야왕과 휴저왕에 대한 문책을 시도하여, 그 세력이 와해되어 한나라에 귀속되는 실수를 범하였다.

## 가족 관계
- 증조할아버지 : 두만 선우(頭曼單于)
- 할아버지 : 묵돌 선우(모돈선우, 冒頓單于)
- 아버지 : 노상 선우(老上單于)
- 형 : 군신 선우(軍臣單于)
- 아들 : 오유 선우(烏維單于)
- 손자 : 아 선우(兒單于)

## 같이 보기
- 휴저왕
- 김일제

1. ↑  통상적으로 '휴도왕'이라고 많이 읽히고 있으나, 『한서』에는 '屠'는 '儲'처럼 읽는다고 표기되어 있어, 휴저왕이라고 읽어야 한다.